# Brühl (Renania Settentrionale-Vestfalia)
Brühl /bʀyːl/ è una città di 43 998 abitanti della Renania Settentrionale-Vestfalia, in Germania.
Appartiene al distretto governativo (Regierungsbezirk) di Colonia ed al circondario (Kreis) del Reno-Erft (targa BM). La città è classificata come "Media città di circondario" (Mittlere kreisangehörige Stadt).

## Storia

### Origini
La prima citazione documentata di insediamenti nella zona è datata intorno all'anno 650; come testimoniano i recipienti di ceramica ritrovati nei quartieri di Badorfer e Pingsdorfer, risalenti a quel periodo.
Nel luogo sorgeva già dall'epoca romana il Palmersdorfer Hof, una tenuta nobiliare, che poi venne menzionata in atto dell'arcivescovo Bruno I di Colonia del 961 come possedimento dell'Abbazia di Santa Cecilia a Colonia.
Il nome di Brühl appare per la prima volta nel 1180 in un documento dell'arcivescovo Philipp von Heinsberg. Il nome deriva da una parola dell'Antico tedesco che indicava un luogo in una pianura paludosa; poi divenuta Bröhl, con l'inflessione dialettale della locale Lingua kölsch.

### Medioevo
Nel XIII secolo iniziarono le forti dispute fra gli arcivescovi-elettori e la città di Colonia che voleva erigersi a Libero comune. Dunque Brühl divenne il ritrovo preferito degli arcivescovi, tanto che nel 1284 l'Arcivescovo Siegfried von Westerburg iniziò qui la costruzione di un castello sull'acqua, a difesa, contro la Città di Colonia. Nel 1285 Brühl ottenne i diritti civici, ma con la Battaglia di Worringen del 1288, Colonia, divenne indipendente dagli arcivescovi-elettori guadagnandosi l'Immediatezza imperiale.
Allora la sede dell'Elettorato di Colonia venne spostata a Bonn e Brühl venne sviluppata in una delle più forti fortezze dell'Elettorato.
Nel 1469 la piazzaforte venne ulteriormente ingrandita dall'arcivescovo-elettore Ruprecht del Palatinato e Brühl divenne ufficialmente la capitale della Elettorato di Colonia. Tuttavia, nel 1530 Brühl fu quasi completamente distrutta da un incendio e dal 1567 la capitale venne riportata di nuovo a Bonn. Brühl divenne dunque la residenza estiva degli arcivescovi-elettori.

### Storia moderna
Durante la Guerra dei trent'anni l'Arcivescovo-Elettore Ferdinando di Baviera si incontrò con gli alleati della Lega cattolica al castello di Brühl. Ma nel 1647 la cittadina venne saccheggiata dalle truppe assiane dell'Unione evangelica. L'anno successivo venne firmata la Pace di Vestfalia che poneva fine ai conflitti.
Tra il 1666 e il 1667 Brühl è stata devastata dalla peste e l'anno successivo, i Francescani costruirono un primo ospedale sulla Uhlstrasse.
La Guerra della Grande Alleanza vide, nel 1689, l'Elettorato di Colonia e quindi Brühl con il suo castello, impegnati nei conflitti armati del Sacro Romano Impero contro il re Luigi XIV di Francia e i suoi alleati. Il confronto a livello locale era iniziato a causa della concorrenza alla successione del defunto arcivescovo Massimiliano Enrico di Baviera avvenuta nel 1688. Infatti da una parte c'era il candidato imperiale Giuseppe Clemente di Baviera, sostenuto anche dal papa; e dall'altra quello francese di Wilhelm Egon von Fürstenberg. I francesi si erano trincerati nel palazzo elettorale, e così nel giugno 1689 le truppe imperiali di Münster, assedianti, spararono una batteria d'artiglieria sulla Torre delle Polveri del castello facendolo saltare in aria.
La città si rese nel mese di agosto e le sue mura vennero smantellate.
La lunga guerra aveva assai indebolito l'autorità imperiale a favore dei principi tedeschi, i quali ora prendevano come modello l'Assolutismo monarchico francese. Nel 1725 il neoeletto arcivescovo Clemente Augusto di Baviera intraprende la costruzione di un grandioso palazzo in stile barocco presso il sito del castello in rovina. Nel 1735 la chiesa del convento francescano adiacente viene ristrutturata e annessa al Castello come chiesa di corte. Nel 1763 il primo grande tour di Wolfgang Amadeus Mozart, allora di sette anni, con il padre e la sorella, passa per Brühl, dove suona 'organo della chiesa del castello.

### Rivoluzione francese e Napoleone
La grande epoca degli arcivescovi-elettori di Brühl si conclude nel 1794 con la fuga dell'ultimo elettore Massimiliano d'Asburgo-Lorena dalle truppe rivoluzionarie francesi.
Dal 1798 i Francesi inglobarono la cittadina nel Kanton Brühl compreso nell'Arrondissement de Cologne, all'interno del Dipartimento della Roer.
La mattina del 19 settembre 1804 vi fece una breve visita l'imperatore Napoleone Bonaparte.

### Storia contemporanea
Con la Restaurazione del 1815 la Renania diventa dominio della Prussia e nei decenni successivi l'industrializzazione trasforma notevolmente l'immagine di residenza barocca della città. Il 15 Febbraio 1844 arriva il primo treno della nuova ferrovia Bonn-Colonia, che passa proprio fra i due palazzi barocchi di Brühl.
Nel 1984 i Castelli di Augustusburg e Falkenlust furono iscritti nell'elenco dei Patrimoni dell'umanità dell'UNESCO; e fino al 1990 il Castello di Augustusburg venne utilizzato per i ricevimenti dei capi di Stato stranieri in visita alla Germania Ovest.
È stato il luogo di nascita dell'artista d'avanguardia Max Ernst, a cui è stato dedicato in città il museo omonimo.

## Monumenti e luoghi d'interesse

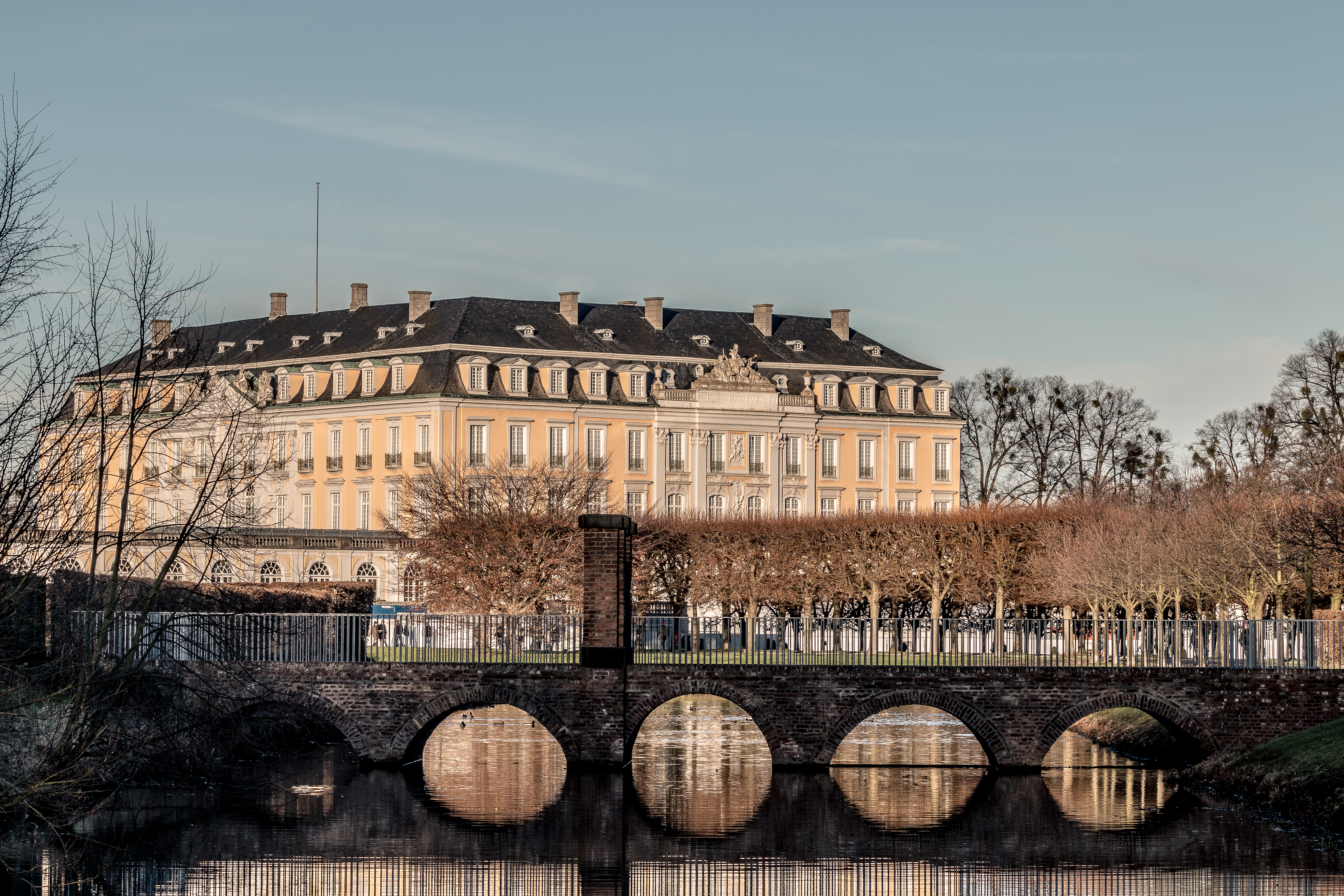
Il Castello di Augustusburg.

- Castelli di Augustusburg e Falkenlust. Il complesso monumentale barocco venne inserito dall'UNESCO nella lista dei patrimoni dell'umanità.
- Max Ernst Museum Brühl des LVR.

## Geografia antropica

### Suddivisioni amministrative
Brühl si divide in 7 zone (Ortsteil):
- Badorf, con le località:
  - Eckdorf
  - Geildorf
- Heide
- Kierberg
- Ost
- Pingsdorf
- Schwadorf
- Vochem

## Amministrazione

### Gemellaggi
Brühl è gemellata con:
- Sceaux, dal 1964
- Leamington Spa, dal 1973

Brühl intrattiene "rapporti d'amicizia" (Städtefreundschaft) con:
- Weißwasser/O.L., dal 1990
- Kunice, dal 1997
- Calcide, dal 1999
- Kaş, dal 2002